# Acadèmics de la Real Acadèmia de Cultura Valenciana
La Real Acadèmia de Cultura Valenciana està integrada per quatre tipus d'Acadèmics, cadascun d'ells amb unes obligacions i drets especificats en els estatuts.
Els Acadèmics de Número, en l'ingrés com a tals en la RACV, reben la seva Medalla representativa amb el número que els correspon segons la vacant que vagin a ocupar. Aquesta és la història cronològica de cada medalla, amb indicació dels diversos Acadèmics que la van ostentar.
| Medalla | Académico                                               | Fecha                           |
| ------- | ------------------------------------------------------- | ------------------------------- |
| 1       | José Sanchis Sivera                                     | 1928 - 21/05/1937               |
|         | Isidro Ballester Tormo                                  | 02/12/1944 - 13/08/1950         |
|         | Julián San Valero Aparisi                               | 16/05/1951 - 30/03/1997         |
|         | José Vicente Gómez Bayarri                              | 04/02/1998 -                    |
| 2       | Luis Cebrián Mezquita                                   | Desde la fundación - 03/02/1934 |
|         | Carlos Salvador Gimeno                                  | 09/03/1936 - 07/07/1955         |
|         | Antonio Igual Ubeda                                     | 15/05/1959 - 11/05/1983         |
|         | Ramón Ferrer Navarro                                    | 26/06/1984 - 20/03/2014         |
|         | José Alfredo Pellicer Artés                             | 01/10/2018 -                    |
| 3       | José Rodrigo Pertegás                                   | Desde la fundación - 14/04/1930 |
|         | Juan José Senent Ibáñez                                 | 28/11/1941 - 11/03/1948         |
|         | Domingo Fletcher Valls                                  | 03/04/1949 - 31/08/1995         |
|         | Emilia Salvador Esteban                                 | 25/02/1998 -                    |
| 4       | Francisco Carreres Vallo                                | Desde la fundación - 22/08/1936 |
|         | Francisco Carreres de Calatayud                         | 14/12/1948 - 1987               |
|         | Rafael Romero Villafranca                               | 27/06/2000 -                    |
| 5       | Francisco Martínez Martínez                             | Desde la fundación - 05/10/1946 |
|         | Elias Olmos Canalda                                     | 28/07/1947 - 12/01/1961         |
|         | Manuel Sanchis Guarner                                  | 22/02/1962 - 16/12/1981         |
|         | Juan Ferrando Badía                                     | 12/06/1984 - 02/12/2007         |
|         | Salvador Zaragoza Adriaensens                           | 15/12/2010 -                    |
| 6       | Teodoro Llorente Falcó                                  | Desde la fundación - 03/06/1949 |
|         | Luis Querol Roso                                        | 14/12/1950 - 24/10/1986?        |
|         | Alfonso Vila Moreno                                     | 26/04/1989 - 03/01/2007         |
|         | Vicent Ramon Calatayud Tortosa                          | 12/11/2008 -                    |
| 7       | José María Manuel Cortina Pérez                         | 1928 - 28/01/1950               |
|         | José Martínez Ortiz                                     | 08/02/1967 - 28/08/2009         |
|         | Ramón Serra de Álzaga                                   | 12/01/2012 -                    |
| 8       | Vicente Vives Liern                                     | 1928 - 08/03/1930               |
|         | Martín Domínguez Barberá                                | 15/02/1941 - 10/08/1984         |
|         | José Luis Manglano de Más                               | 25/05/1988 -                    |
| 9       | Vicente Ripollés Pérez                                  | 30/11/1921 - 19/03/1943         |
|         | Guillermo Hijarrubia Lodares                            | 22/03/1948 - 02/02/1966         |
|         | Vicente Castell Maiques                                 | 25/11/1969 - 24/05/1997         |
|         | Joan Costa Català                                       | 06/05/1998 - 10/02/2005         |
|         | Daniel Sala Giner                                       | 01/06/2008 -                    |
| 10      | José Gil y Calpe                                        | 1928 - 25/09/1937               |
|         | Rafael Gayano Lluch                                     | 23/11/1940 - 25/02/1954         |
|         | Enrique Durán y Tortajada                               | 14/05/1955 - 28/06/1967         |
|         | Emilio María Aparicio Olmos                             | 27/03/1972 - _                  |
|         | Enrique Taulet Rodríguez-Lueso                          | 17/05/1978 - 06/03/1992         |
|         | Jaime Siles Ruiz                                        | 01/06/2000 -                    |
| 11      | José Caruana Reig (Barón de San Petrillo)               | 16/04/1920 - 07/04/1956         |
|         | Felipe María Garín y Ortiz de Taranco                   | 07/06/1961 - 06/06/2005         |
|         | Manuel Chueca Pazos                                     | 23/10/2006 -                    |
| 12      | Bernardo Morales San Martín                             | 1928 - 07/01/1947               |
|         | Baltasar Rull Villar                                    | 23/04/1952 - 05/07/1985         |
|         | José María Jiménez de Laiglesia                         | 07/06/1995 - 01/08/2011         |
|         | Juan Morote Sarrión                                     | 25/02/2015 -                    |
| 13      | José Luis Almunia Reboul                                | 1928 - 06/10/1936               |
|         | Jesús Manglano y Cucaló de Montull (Barón de Terrateig) | 11/12/1943 - 13/06/1979         |
|         | José Aparicio Pérez                                     | 15/12/1986 -                    |
| 14      | Ricardo Benavent Feliu                                  | 15/07/1920 - 16/08/1929         |
|         | Francisco Alcayde y Vilar                               | 24/02/1934 - 02/07/1973         |
|         | José María Boquera Oliver                               | 15/06/1987 -                    |
| 15      | Antonio Mercader Tudela (Marqués de Malferit)           | 1928 - 22/03/1934               |
|         | Juan Bautista Sentandreu Benavent                       | 15/06/1935 - 14/08/1936         |
|         | Ventura Pascual y Beltran                               | 21/12/1940 - 07/11/1953         |
|         | Santiago Bru y Vidal                                    | 06/05/1967 - 11/11/2000         |
|         | José Francisco Ballester-Olmos i Anguís                 | 19/06/2002 -                    |
| 16      | Eduardo López-Chávarri y Marco                          | 08/02/1921 - 11/05/1928         |
|         | Xavier Casp Vercher                                     | 06/06/1972 - 11/11/2004         |
|         | Guillermo Carnero Arbat                                 | 28/01/2009 -                    |
| 17      | Manuel González Martí                                   | 26/01/1921 - 21/01/1971         |
|         | Carola Reig Salvá                                       | - 10/10/1979                    |
|         | Amparo Cabanes Pecourt                                  | 29/03/1983 -                    |
| 18      | José María Burguera Peyró                               | 1928 - 03/04/1928               |
|         | Joaquín Reig Rodríguez                                  | 09/11/1932 - 16/06/1989         |
|         | José María Desantes Guanter                             | 06/02/1991 - 13/01/2004         |
|         | José Vicente Castell Ripoll                             | 08/05/2006 -                    |
| 19      | Pedro Gómez-Ferrer y Martí                              | 1928 - 15/01/1954               |
|         | Juan José López Laguarda                                | 02/03/1957 - 00/06/1971         |
|         | José Corts Grau                                         | 1965 - 00/12/1994               |
|         | Francisco Javier Domínguez Rodrigo                      | 23/05/1996 -                    |
| 20      | Francisco Puig Espert                                   | 1928 - 1939                     |
|         | Emilio Lluch Arnal                                      | 13/05/1943 - 11/01/1955         |
|         | Eugenio López-Trigo y Torres                            | 05/06/1959 - 16/06/00           |
|         | Ramón Arnau García                                      | 24/05/2001 - 25/06/2002         |
|         | Josep Maria Guinot i Galán                              | 07/03/2003 - 07/03/2005         |
|         | José Luis Medina García                                 | 01/06/2006 -                    |
| 21      | Vicente Calvo Acacio                                    | 1928 - 27/11/1953               |
|         | Carmen Martínez-Aloy Torrella                           | 11/04/1957 - 03/03/1996         |
|         | Enrique de Miguel Fernández                             | 18/12/1996 - 23/01/2020         |
|         | Luis Miguel Romero Villafranca                          | 16/12/2020 -                    |
| 22      | Salvador Carreres Zacares                               | 1928 - 17/01/1963               |
|         | Diego Sevilla Andrés                                    | 02/06/1970 - 1982               |
|         | José Climent Barber                                     | 31/05/1983 - 15/02/2017         |
|         | Santiago García Aracil                                  | 16/05/2018 - 28/12/2018         |
|         | Vicente Baixauli Comes                                  | 26/02/2020 -                    |
| 23      | Nicolás Primitivo Gómez-Serrano                         | 1928 - 11/11/1971               |
|         | Peregrin Lluís Lloréns Raga                             | 07/12/1972 -                    |
|         | Eduardo Primo Yúfera                                    | 04/06/1978 - 28/10/2007         |
|         | Antonio Gil Olcina                                      | 15/10/2009 -                    |
| 24      | Vicente Ferrán y Salvador                               | 23/01/1945 - 1977               |
|         | Vicente Ramos Pérez                                     | 09/05/1978 - 02/06/2011         |
|         | Salvador Chuliá Hernández                               | 04/12/2013 -                    |
| 25      | Manuel Sigüenza Alonso                                  | 1928 - 13/03/1922               |
|         | Ernesto Furio Navarro                                   | 06/12/1966 - 00/02/1995         |
|         | Nassio Bayarri Lluch                                    | 13/11/2002 -                    |
| 26      | Constantino Gómez Salvador                              | 1928 - 25/05/1937               |
|         | Adolfo Salvá Ballester                                  | 25/01/1941 - 31/12/1941         |
|         | José Gascó Oliag                                        | 03/05/1944 - 20/01/1947         |
|         | Francisco de Paula Momblanch y Gonzalbez                | 27/04/1956 - 17/04/1980         |
|         | Benjamín Narbona Arnau                                  | 28/02/1984 - 15/04/2015         |
|         | Andrés Sahuquillo Herráiz                               | 27/6/2018 -                     |
| 27      | Ignacio Villalonga Villalba                             | 1928 - 19/07/1921               |
|         | Manuel Marqués Segarra                                  | 29/05/1974 - 00/01/1995         |
|         | Jesús Ballesteros Llompart                              | 02/12/1999 - 28/09/2006         |
|         | Manuel López Pellicer                                   | 23/09/2008 -                    |
| 28      | Leopoldo Trenor Palavicino                              | 1928 - 23/07/1937               |
|         | Javier Goerlich Lleo                                    | 07/06/1949 - 25/03/1972         |
|         | Vicente Luis Simó Santonja                              | 24/05/1973 - 17/11/2014         |
|         | Xaverio Ballester Gómez                                 | 04/06/2019 -                    |
| 29      | Fermin Villarroya Izquierdo                             | 1928 - 08/10/1932               |
|         | Felipe Mateu y Llopis                                   | 04/04/1951 - 00/04/1998         |
|         | Rafael Gómez-Ferrer Sapiña                              | 24/02/2004 - 30/06/2011         |
|         | José Manuel Vela Bargues                                | 29/10/2015 -                    |
| 30      | Vicente Gómez Novella                                   | 1928 - 03/09/1956               |
|         | Vicente Badía Marín                                     | 26/04/1958 - 21/12/1995         |
|         | Juan Lladró Dolz                                        | 19/02/1997 - 16/12/2017         |
|         | Òscar Rueda i Pitarque                                  | 23/06/2020 -                    |
| 31      | Jenaro Palau Romero                                     | 1928 - 01/02/1933               |
|         | Juan Beneyto Pérez                                      | 11/06/1934 - 26/02/1994         |
|         | Juan Gil Barberà                                        | 31/05/1995 - 25/04/2006         |
|         | Benjamín Agulló Pascual                                 | 03/03/2008 - 30/01/2021         |
|         | Miquel Àngel Lledó Cardona                              | 15/12/2021 -                    |
| 32      | Luis Lucia Lucia                                        | 1928 - 05/01/1943               |
|         | Eduardo Martínez Sabater                                | 12/06/1944 - 27/08/1946         |
|         | Salvador Roda Soriano                                   | 14/12/1953 - 1977               |
|         | Vicente Gascón Pelegrí                                  | 21/02/1978 - 02/12/2004         |
|         | Federico Martínez Roda                                  | 28/06/2006 -                    |
| 33      | Luis Cebrián Ibor                                       | 1928 - 18/09/1941               |
|         | Andrés Monzó Nogués                                     | 29/05/1954 - 27/10/1962         |
|         | Luis Guarner Pérez                                      | 14/01/1965 - 24/08/1965         |
|         | Francisco Lozano Sanchis                                | 26/02/1991 - 30/05/2000         |
|         | Violeta Montoliu Soler                                  | 08/11/2001 -                    |
| 34      | José Manaut Nogués                                      | 1928 - 1943                     |
|         | Godofredo Ros Fillol                                    | 27/05/1943 - 10/05/1959         |
|         | Rafael Ferreres Ciurana                                 | 12/04/1962 - 00/01/1982         |
|         | Miguel Llop Catalá                                      | - 15/11/1994                    |
|         | Antonio Magraner Duart                                  | 06/06/2002 -                    |
| 35      | Miguel Martí Esteve                                     | 1928 - 15/12/1939               |
|         | Manuel Palau Boix                                       | 19/06/1943 - 18/02/1967         |
|         | Francisco José León Tello                               | 13/12/1968 - 03/01/2007         |
|         | Salvador Vila Soria                                     | 01/12/2011 - 30/05/2013         |
|         | José Bonet Navarro                                      | 17/12/2014 -                    |
| 36      | Francisco Almela y Vives                                | 26/01/1935 - 24/09/1967         |
|         | Josep Camarena Mahiques                                 | 05/04/1973 - 06/09/2004         |
|         | Pere Vernia Martínez                                    | 13/12/2005 - 15/09/2009         |
|         | Francisco García García                                 | 25/10/2010 -                    |
| 37      | Vicente Genovés Amorós                                  | 16/03/1935 - 04/04/1988         |
|         | Voro López Verdejo                                      | 25/04/2001 -                    |
| 38      | Arturo Zabala López                                     | 26/05/1955 - 19/12/1980         |
|         | Francisco A. Roca Traver                                | 29/05/1984 - 02/03/2018         |
|         | Francisco José Llácer Bueno                             | 26/11/2019 -                    |
| 39      | Leopoldo Piles Ros                                      | 19/02/1957 - 02/03/1988         |
|         | Leopoldo Penyarroja Torrejón                            | 30/01/1992 -                    |
| 40      | Luis Beltrán Lluch Garín                                | 13/02/1959 - 14/07/1986         |
|         | Alberto Sols García                                     | 02/12/1987 - 10/08/1989         |
|         | Josep Alminyana Vallés                                  | 15/12/1993 - 28/06/2006         |
|         | Ricardo J. Vicent Museros                               | 06/03/2012 - 23/02/2019         |
|         | Jaime Sancho Andreu                                     | 29/06/2020 -                    |

- Real Acadèmia de Cultura Valenciana. Medalles